# Cynoscion reticulatus
Cynoscion reticulatus es una especie de pez de la familia Sciaenidae en el orden de los Perciformes.

## Morfología
• Los machos pueden llegar alcanzar los 90 cm de longitud total y 30 kg de peso.

## Alimentación
Come peces, gambas y otros crustáceos

## Hábitat
Es un pez de clima tropical 32°N-7°N, 115°W-78°W) y demersal.

## Distribución geográfica
Se encuentra en el Pacífico oriental central: desde México hasta Panamá.

## Observaciones
Es inofensivo para los humanos.